# میدان هوایی بارین
میدان هوایی بارین (به انگلیسی: Naval Outlying Field Barin) یک فرودگاه نظامی با کد یاتا NHX است که یک باند فرود آسفالت دارد و طول باند آن ۱۲۲۳ متر است. این فرودگاه در شهر فولی، آلاباما کشور ایالات متحده آمریکا قرار دارد و در ارتفاع ۱۶ متری از سطح دریا واقع شده‌است.